# John Hennig
John Hennig (vor 1939 Paul Gottfried Johannes Hennig; * 3. März 1911 in Leipzig; † 11. Dezember 1986 in Basel) war ein irisch-deutscher Literatur- und Religionswissenschaftler.

## Leben
Hennig wurde als Sohn des Oberstudienrates Max Hennig geboren. Sein Bruder Karl Hennig und er besuchten die Thomasschule zu Leipzig. Danach studierte er Theologie, Philosophie, Geschichte und Moderne Sprachen an der Rheinischen Friedrich-Wilhelms-Universität Bonn, Friedrich-Wilhelms-Universität zu Berlin und Universität Leipzig. Zu seinen Lehrern gehörten Ernst Robert Curtius, Erich Rothacker, Theodor Frings und Eduard Spranger.
Er promovierte 1933 bei Joachim Wach und Theodor Litt zum Dr. phil. mit der Arbeit Lebensbegriff und Lebenskategorie. Studien zur Geschichte und Theorie der geistesgeschichtlichen Begriffsbildung. Er heiratete eine Tochter des jüdischen Unternehmers Felix Meyer. 1936 verfasste er einen Artikel über Karl Jaspers’ Schrift Vernunft und Existenz für die Zeitschrift für Theologie und Kirche. Später gehörte er zu dessen Freundeskreis. Im selben Jahr konvertierte Hennig zum Katholizismus.
1939 ging er ins irische Exil. Hennig lehrte am Belvedere College und University College Dublin. Er publizierte in katholischen Fachzeitschriften. 1945 bekam er einen irischen Pass. 1948 wurde er in die Royal Irish Academy aufgenommen. 1956 zog er in die Schweiz. 1967 wurde er außerordentliches Mitglied des Abt-Herwegen-Institut für Liturgische und Monastische Forschung des Klosters Maria Laach. 1970 verlieh ihm die Universität Basel die Ehrendoktorwürde. 1971 wurde er Schweizer Staatsbürger.

## Werke
- Lebensbegriff und Lebenskategorie. Studien zur Geschichte und Theorie der geistesgeschichtlichen Begriffsbildung. Risse-Verlag, Dresden 1934.
- Philosophie als strenge Wissenschaft. Ein Sammelbericht. In: Deutsche Vierteljahrsschrift für Literaturwissenschaft und Geistesgeschichte. 15, 1937, Referatenheft, S. 109–146.
- Die bleibende Statt. Herausgegeben von Gabriele Malsch. Wissenschaftlicher Verlag, Trier 2019. ISBN 978-3-86821-763-6.